# Кавказький Вузол
«Кавказький вузол» (рос. Кавказский узел) — це новинний інтернет-сайт, що висвітлює події в кавказькому регіоні англійською та російською мовами. Він був створений у 2001 році, а його головним редактором є Григорій Шведов. Сайт приділяє особливу увагу політиці та питанням прав людини, зокрема свободі преси.

## Історія
У 2001 році сайт розпочав роботу як проєкт, пов'язаний з правозахисною організацією «Меморіал», але згодом перетворився на сайт незалежної журналістики.
У 2003 році «Кавказький вузол» запустив англомовну версію сайту.
Сайт фінансується низкою благодійних організацій зі США та Західної Європи.
У 2011 році щомісячна аудиторія сайту становила приблизно 1,8 мільйона читачів.

## Проєкти
- «Північний Кавказ очима блогерів» (у партнерстві з Російською службою BBC)[6][7]
- «Карти мирного Кавказу» (у співпраці з Яндексом)[8]
- «Погода в 49 містах Кавказу» (спільно з лабораторією моделювання загальної циркуляції атмосфери та клімату Російського гідрометеорологічного центру)[9]
- Інтерв'ю з президентами республік Північного та Південного Кавказу (у партнерстві з інтернет-виданням «Газета.ru»):
  - інтерв'ю з президентом Інгушетії Юнус-Беком Євкуровим[10]
  - інтерв'ю з головою Дагестану Муху Алієвим[11]
  - інтерв'ю з президентом Південної Осетії Едуардом Кокойти[12]
  - інтерв'ю з президентом Абхазії Сергієм Багапшем[13]
  - інтерв'ю з головою Північної Осетії Таймуразом Мамсуровим[14]

## Команда
«Кавказький вузол» не має редакційних офісів через ризики безпеки. Григорій Шведов працює з Москви, тоді як багато інших репортерів (приблизно п'ятдесят) розкидані по всьому Кавказу, зокрема в Чечні, Дагестані та Азербайджані. Репортери підтримують зв'язок через програми Google у віртуальному офісі. З міркувань безпеки низка кореспондентів не використовує свої справжні імена.

## Вбивства та переслідування журналістів
Російська правозахисниця та журналістка Наталя Естемірова співпрацювала з «Кавказьким вузлом» до того, як її викрали та вбили в Чечні у 2009 році.
У 2009 році «Кавказький вузол» запустив проєкт спільно з BBC під назвою «Північний Кавказ очима блогерів».
Журналістку «Кавказького вузла» Беллу Ксалову застрелив у місті Черкеськ 25 липня 2010 року Арсен Абайханов.
Ахмеднабі Ахмеднабієв, який був заступником редактора тижневика Новое Дело і також писав для «Кавказького вузла», був застрелений у Махачкалі у 2013 році.
16 квітня 2016 року кореспондента «Кавказького вузла» Жалауді Герієва викрали невідомі силовики. Його звинуватили в роботі проти влади в Чечні та засудили до трьох років ув'язнення за незаконне перевезення та зберігання великої кількості наркотиків.
На підтримку журналіста міжнародні правозахисні організації виступили із заявами про визнання його політичним в'язнем.

## Нагороди
У 2007 році «Кавказький вузол» отримав нагороду Free Media Awards, яку спільно присуджують німецька благодійна організація ZEIT-Stiftung та норвезька організація із захисту свободи слова Fritt Ord.
У 2009 році «Кавказький вузол» був нагороджений Премією Спілки журналістів Росії за захист інтересів професійної спільноти.
Редактор отримав нідерландську премію Geuzenpenning у 2012 році за свою роботу з «Меморіалом» та «Кавказьким вузлом».